# Stone Harbor
Stone Harbor és una població dels Estats Units a l'estat de Nova Jersey. Segons el cens del 2006 tenia 1.039 habitants.

## Demografia
Segons el cens del 2000, Stone Harbor tenia 1.128 habitants, 596 habitatges, i 330 famílies. La densitat de població era de 306,7 habitants/km².
Dels 596 habitatges en un 11,4% hi vivien nens de menys de 18 anys, en un 48,5% hi vivien parelles casades, en un 5,2% dones solteres, i en un 44,5% no eren unitats familiars. En el 40,3% dels habitatges hi vivien persones soles el 24,3% de les quals corresponia a persones de 65 anys o més que vivien soles. El nombre mitjà de persones vivint en cada habitatge era d'1,89 i el nombre mitjà de persones que vivien en cada família era de 2,5.
Per edats la població es repartia de la següent manera: un 12,3% tenia menys de 18 anys, un 3% entre 18 i 24, un 14,4% entre 25 i 44, un 31,6% de 45 a 60 i un 38,7% 65 anys o més.
L'edat mediana era de 58 anys. Per cada 100 dones de 18 o més anys hi havia 82,1 homes.
La renda mediana per habitatge era de 51.471 $ i la renda mediana per família de 67.250 $. Els homes tenien una renda mediana de 52.500 $ mentre que les dones 35.000 $. La renda per capita de la població era de 46.427 $. Aproximadament l'1,5% de les famílies i el 3,5% de la població estaven per davall del llindar de pobresa.

## Poblacions més properes
El següent diagrama mostra les poblacions més properes.